# Fryderyk za album roku muzyka chóralna
Fryderyk za album roku muzyka chóralna – polska nagroda muzyczna Fryderyk, przyznawana corocznie od roku 2020 w sekcji muzyki klasycznej w kategorii album roku muzyka chóralna. Honoruje wykonawców za album muzyki chóralnej. Fryderyki są przyznawane od 1995 przez Związek Producentów Audio-Video (ZPAV) za osiągnięcia w rodzimym przemyśle muzycznym. Od 2000 za wyłanianie nominowanych, a następnie laureatów odpowiedzialna jest powołana przez ZPAV Akademia Fonograficzna.
Kategoria została wprowadzona podczas 26. edycji, Fryderyków 2020 w wyniku podziału kategorii album roku muzyka chóralna, oratoryjna i operowa na dwie: album roku muzyka oratoryjna i operowa oraz album roku muzyka chóralna.
Najwięcej nominacji (po 7) i nagród (po 5) w kategorii otrzymali Anna Szostak-Myrczek i Camerata Silesia.

## Laureaci i nominowani
Kolor złoty oznacza nagrodzony album i laureatów.
| Rok  | Album                                                                               | Nominowani | Źr.   |
| ---- | ----------------------------------------------------------------------------------- | --- | ----- |
| 2020 | Camerata Silesia Sings Silesian Composers                                           | Zespół Śpiewaków Miasta Katowice Camerata Silesia (dyrekcja: Anna Szostak) | [ 4 ] |
| 2020 | Karlheinz Stockhausen: Stimmung                                                     | proMODERN | [ 4 ] |
| 2020 | Moniuszko – Sacred Music                                                            | Joanna Łukaszewska, Iwona Pańta, Łukasz Farcinkiewicz, Chór Katedry Warszawsko-Praskiej Musica Sacra (dyrekcja: Paweł Łukaszewski) | [ 4 ] |
| 2020 | Romuald Twardowski: Sacrum – Profanum                                               | Chór Filharmonii Częstochowskiej Collegium Cantorum (dyrekcja: Janusz Siadlak) | [ 4 ] |
| 2020 | Szymanowski, Maciejewski: Drrrum dana dam (Pieśni kurpiowskie)                      | Aleksander Słojewski (tenor), Kacper Szemraj (tenor), Adrianna Żołnierczuk (sopran), Irena Gulewicz (sopran), Chór Kameralny Uniwersytetu Muzycznego Fryderyka Chopina (dyrekcja: Krzysztof Kusiel-Moroz)                                                                                   | [ 4 ] |
| 2021 | Tearfully                                                                           | Zespół Śpiewaków Miasta Katowice Camerata Silesia i instrumentaliści Narodowej Orkiestry Symfonicznej Polskiego Radia w Katowicach (dyrygent: Anna Szostak) | [ 5 ] |
| 2021 | Stanisław Moryto: In memoriam                                                       | Jakub Mróz (sopran), Miłosz Marchelak (alt), Jacek Szponarski (tenor), Adam Kowalski (organy), Warszawski Chór Chłopięcy przy UMFC (dyrygent: Jakub Michał Hutek) | [ 5 ] |
| 2021 | Moniuszko inaczej śpiewany                                                          | chóry projektu Akademia Chóralna – Śpiewająca Polska i NFM Orkiestra Leopoldinum (dyrygent: Agnieszka Franków-Żelazny) | [ 5 ] |
| 2022 | Words of Mystery. Music for Choir and Cello                                         | Marcin Zdunik i Zespół Śpiewaków Miasta Katowice Camerata Silesia (dyrekcja: Anna Szostak) | [ 6 ] |
| 2022 | Andrzej Koszewski: Utwory chóralne                                                  | Chór Filharmonii Częstochowskiej Collegium Cantorum (dyrekcja: Janusz Siadlak) | [ 6 ] |
| 2022 | Benedictus XVI in honorem                                                           | Chór Katedry Warszawsko-Praskiej Musica Sacra (dyrekcja: Paweł Łukaszewski) | [ 6 ] |
| 2022 | In Via                                                                              | Polski Chór Kameralny (dyrekcja: Jan Łukaszewski) | [ 6 ] |
| 2022 | Sporos                                                                              | Partes – Męski Kameralny Zespół Śpiewu Cerkiewnego (dyrekcja: Michał Łaszewicz) | [ 6 ] |
| 2023 | Henryk Mikołaj Górecki: Folk Songs                                                  | Zespół Śpiewaków Miasta Katowice Camerata Silesia (dyrekcja: Anna Szostak-Myrczek) | [ 7 ] |
| 2023 | Lauda anima mea                                                                     | Chopin University Chamber Choir (dyrekcja: Krzysztof Kusiel-Moroz) | [ 7 ] |
| 2023 | Mikołaj Gomółka: Melodie na psałterz polski, vol. 7 & 8                             | Liliana Pociecha, Katarzyna Wajrak, Anna Zawisza, Dobromiła Lebiecka, Agnieszka Piwko, Joanna Wodo, Paweł Fundament, Krzysztof Piotrowski, Jacek Ziobro, Piotr Brajner, Łukasz Dziuba, Adam Radnicki, Oltremontano Antwerpen i Chór Polskiego Radia (dyrekcja: Agnieszka Budzińska-Bennett) | [ 7 ] |
| 2023 | Stanisław Moryto: Msza dziecięca, Litania, Ave Maria, Cantio polonica, Veni Creator | Sylwia Stępień, Katarzyna Boruta, Ewelina Rzezińska, Michał Sławecki i Kameralny Zespół Wokalny Mimesis (dyrekcja: Karolina Mika) | [ 7 ] |
| 2023 | The Sound of The Sea                                                                | Chór Politechniki Morskiej w Szczecinie (dyrekcja: Sylwia Fabiańczyk-Makuch) | [ 7 ] |
| 2024 | Agata Zubel / Maja Kleczewska – Oresteja                                            | Danuta Stenka (aktorka), Anna Zawisza (sopran), Michał Sławecki (kontratenor), Tomasz Piluchowski (tenor), Tamara Kurkiewicz (perkusja), Leszek Lorent (perkusja), Krzysztof Niezgoda (perkusja), Chór Polskiego Radia i Szymon Wyrzykowski (dyrygent)                                      | [ 8 ] |
| 2024 | Canticles of Light                                                                  | Chór NFM, instrumentaliści NFM Filharmonii Wrocławskiej i Agnieszka Franków-Żelazny (dyrygent) | [ 8 ] |
| 2024 | Christus vincit – Camerata Silesia sings Paweł Łukaszewski                          | Camerata Silesia i Anna Szostak (dyrygent) | [ 8 ] |
| 2024 | Henryk Mikołaj Górecki. Church songs, op. 84                                        | Polski Chór Kameralny i Jan Łukaszewski (dyrygent) | [ 8 ] |
| 2024 | Rossini – Petite messe solennelle                                                   | Chór Filharmonii Narodowej, Bartosz Michałowski (dyrygent), Joanna Zawartko (sopran), Agnieszka Rehlis (mezzosopran), Andrzej Lampert (tenor), Łukasz Goliński (baryton), Ewa Wilczyńska (fortepian), Agnieszka Kopacka-Aleksandrowicz (fortepian) i Piotr Wilczyński (fisharmonia)         | [ 8 ] |
| 2025 | Witold Szalonek: Pieśni o Śląsku                                                    | Zespół Śpiewaków Miasta Katowice Camerata Silesia (dyrekcja: Anna Szostak) | [ 9 ] |
| 2025 | Dance of Death                                                                      | Willard White (narrator), Jan Krzeszowiec (flet), Chór NFM, Lionel Sow (dyrygent) | [ 9 ] |
| 2025 | Janusz Krzysztof Korczak: Da mihi bibere                                            | Zespół Śpiewaków Miasta Katowice Camerata Silesia (dyrekcja: Anna Szostak) | [ 9 ] |
| 2025 | Kołysz się, kołysz                                                                  | Astrolabium i Tomasz Drozdek „T.ETNO” (dyrekcja: Kinga Litowska) | [ 9 ] |
| 2025 | Paweł Łukaszewski: The Adoration                                                    | Chór Filharmonii Narodowej (dyrekcja: Bartosz Michałowski) | [ 9 ] |

## Statystyki
| Liczba | Osoba/zespół         | Lata                         |
| ------ | -------------------- | ---------------------------- |
| 5      | Anna Szostak-Myrczek | 2020, 2021, 2022, 2023, 2025 |
| 5      | Camerata Silesia     | 2020, 2021, 2022, 2023, 2025 |

| Liczba | Osoba/zespół         | Lata                                    |
| ------ | -------------------- | --------------------------------------- |
| 7      | Anna Szostak-Myrczek | 2020, 2021, 2022, 2023, 2024, 2025 (×2) |
| 7      | Camerata Silesia     | 2020, 2021, 2022, 2023, 2024, 2025 (×2) |